# Torre Vedruna
Torre Vedruna és un jaciment arqueològic de Girona (Gironès), inclòs a l'Inventari del Patrimoni Arqueològic i Paleontològic de Catalunya.
Consta de 27 sitges ibèriques del segle ii aC, situades a peu de l'accés a l'autopista A2, al costat de la Torre Vedruna.

## Història
El jaciment va ser localitzat el desembre de 2000, durant els rebaixos de la zona situada entre el mas conegut com a Torre Vedruna (en l'actualitat Can Devesa) i la nau corresponent al Gros Mercat. Durant 2001 es va excavar el sector localitzat a les obres de l'A-7, mentre que durant 2007 s'han dut a terme una sèrie d'actuacions arqueològiques fruit de les obres de construcció d'un polígon industrial a la mateixa zona (Pla Urbanístic del Sector Transports).

## Troballes
L'estació arqueològica de la Torre Vedruna és formada per un conjunt mínim de 68 estructures negatives (la majoria sitges), totes elles afectades en major o menor grau per les obres de millora de la carretera i la construcció d'una canalització d'aigua durant la dècada de 1960. Una de les sitges, la n. 34, va aportar material arqueològic que es pot adscriure al Neolític.
A part de les sitges també s'hi han documentat altres estructures negatives com ara foses tipus cubeta i estructures complexes de les que no se n'ha pogut determinar la funcionalitat. Una de les estructures s'interpreta com un possible fossat. Les sitges presenten secció ovoïdal amb parets còncaves i el fons pla retallat en el subsòl, així com seccions troncocòniques. Apareixen farcides de terres argiloses, compactes, homogènies i ben depurades, en algun cas barrejades amb terres més blanques caigudes de les parets de la sitja. També a l'interior es localitzaren còdols rierencs i clapes de cendres. Durant 2008 es procedí al desmuntatge controlat de les estructures afectades per les obres i al rebliment definitiu de les que no tenien afectació i, per altra banda, s'han localitzat i excavat 30 noves sitges que presenten una certa unitat formal: forma ovoïdal, parets còncaves i fons pla o lleugerament còncau. En tres d'elles s'hi ha localitzat restes de dos cànids i un èquid. Durant aquesta campanya han aparegut dos exemplars de material paleolític: una làmina de sílex a la sitja n. 93 i una ascla leval·loisiana amb una cronologia del Plistocè mitja/inici del Paleolític Superior. Pel que fa al material arqueològic localitzat al llarg de les diferents campanyes, en general es pot afirmar que és molt escàs i fragmentat, mostrant principalment materials dels segles II-I aC, tot i que la cronologia del jaciment es pot recular fins al Bronze Final-Ferro I i, puntualment, al Neolític i al Paleolític mitjà/superior.
D'importació han aparegut fragments de ceràmica Campaniana A, de Campaniana B (formes Lamboglia 2 i 5), i dos de comuna itàlica. D'àmfores s'han recuperat fragments d'itàliques, cartagineses, púnico-ebussitanes i fragments d'àmfora ibèrica. Pel que fa a les produccions ibèriques locals, es localitzaren fragments de ceràmica comuna oxidada (gerres i bols) i ceràmica a mà (olles, urnes i algun vas). També ceràmica emporitana (grises i oxidades), dos càlats pintats i sis fragments amb engalba blanca. Altres materials recuperats són algun fragment de dolies i de tègules, un clau i un fragment d'arada de ferro, així com restes de macrofauna (bòvids i èquids) i microfauna terrestre.
En definitiva, el jaciment s'ha d'incloure en el context de la plana de Salt-Girona, una plana agrícola molt rica i amb una densitat de població molt alta en època ibèrica. Les unitats negatives formarien part del conjunt d'un assentament, les estructures d'hàbitat del qual no ha estat possible documentar, que mantindria una relació de dependència respecte al poblat de La Creueta, allunyat uns tres kilòmetres a l'est de Torre Vedruna.